# Фрімонт (Вісконсин)
Фрімонт (англ. Fremont) — селище (англ. village) в США, в окрузі Вопака штату Вісконсин. Населення — 689 осіб (2020).

## Географія
Фрімонт розташований за координатами 44°15′36″ пн. ш. 88°52′12″ зх. д. / 44.26000° пн. ш. 88.87000° зх. д. (44.259933, -88.870137).  За даними Бюро перепису населення США в 2010 році селище мало площу 3,11 км², з яких 2,67 км² — суходіл та 0,44 км² — водойми.

## Демографія
Згідно з переписом 2010 року, у селищі мешкало 679 осіб у 305 домогосподарствах у складі 200 родин. Густота населення становила 218 осіб/км².  Було 408 помешкань (131/км²).
Расовий склад населення:
| - 98,7 % — білих - 0,4 % — азіатів - 0,1 % — вихідців з тихоокеанських островів - 0,1 % — чорних або афроамериканців |

До двох чи більше рас належало 0,4 %. Частка іспаномовних становила 2,1 % від усіх жителів.
За віковим діапазоном населення розподілялося таким чином: 20,8 % — особи молодші 18 років, 60,1 % — особи у віці 18—64 років, 19,1 % — особи у віці 65 років та старші. Медіана віку мешканця становила 43,2 року. На 100 осіб жіночої статі у селищі припадало 103,9 чоловіків;  на 100 жінок у віці від 18 років та старших — 100,7 чоловіків також старших 18 років.
Середній дохід на одне домашнє господарство  становив 64 588 доларів США (медіана — 55 000), а середній дохід на одну сім'ю — 75 366 доларів (медіана — 66 406). Медіана доходів становила 47 375 доларів для чоловіків та 39 375 доларів для жінок. За межею бідності перебувало 5,7 % осіб, у тому числі 1,7 % дітей у віці до 18 років та 11,9 % осіб у віці 65 років та старших.
Цивільне працевлаштоване населення становило 355 осіб. Основні галузі зайнятості: виробництво — 23,9 %, освіта, охорона здоров'я та соціальна допомога — 18,3 %, будівництво — 11,0 %, роздрібна торгівля — 10,7 %.